# Amphilimna transacta
Amphilimna transacta är en ormstjärneart som först beskrevs av Jean Baptiste François René Koehler 1930.  Amphilimna transacta ingår i släktet Amphilimna och familjen trådormstjärnor. Inga underarter finns listade i Catalogue of Life.